# Ebe Trèves
Pour les articles homonymes, voir Trèves et Treves.
Ebe (Anna Giustina Ebe) Trèves (née à Venise le 6 mars 1849 et morte après 1916) est une chanteuse d'opéra italienne, dotée d’une voix particulièrement riche en harmoniques graves, peut-être héritée de son père David, un amateur passionné de chant qui eut l’honneur d’interpréter un duo avec Giuditta Pasta en 1834.

## Biographie

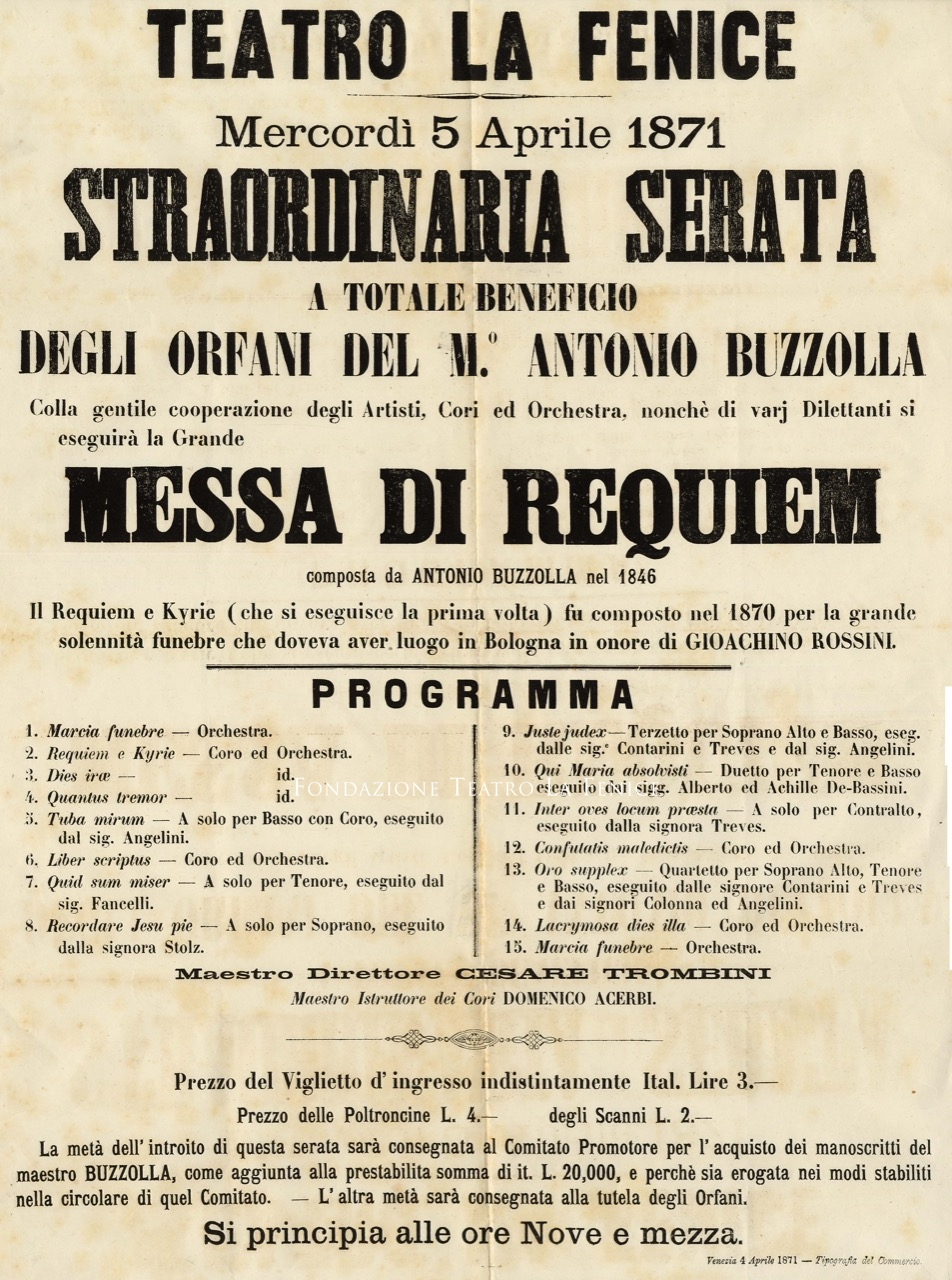
Requiem aeternam et Kyrie.

Née à Venise le 6 mars 1849, elle fait ses débuts au Teatro Sociale de Trévise en novembre 1870 dans le rôle de Nidia dans l’opéra Jone ovvero L’ultimo giorno di Pompei d’Errico Petrella et l’année suivante elle se produit pour la première fois dans sa ville natale, au Teatro La Fenice à l’occasion de la représentation du Requiem aeternam et Kyrie composés par Antonio Buzzolla pour commémorer le premier anniversaire de la mort de Gioacchino Rossini.
En 1872, elle se marie avec Edoardo Giovanni Scalatelli, l’un des volontaires ayant participé à l’expédition des Mille. Les premiers engagements commencent très tôt à arriver, aussi bien en Italie qu’à l’étranger, d’abord à Nice puis l’année suivante, en Espagne et plus tard au Portugal. Ebe eut 3 enfants d’Edoardo, mais le destin a voulu que l’aînée, Maria Adele, meure à Venise en 1875 à l’âge de seulement 29 mois alors que sa mère chantait à Palerme.
Devenue veuve à vingt-huit ans en 1877, elle épouse en 1879 un syracusain vivant à Naples, Raffaele d’Agostino, qui s’était engagé dans l’armée des Bourbons. Capitaine d’artillerie de l’armée des Deux-Siciles, Raffaele avait participé au siège de Gaète en 1860, lorsque les Bourbons furent vaincus par les Piémontais.
La date et le lieu de la mort de Ebe Trèves ne sont pas connues.

## Descendance
Ses deux fils, Ada et Gino, décident de suivre les traces de leur mère, dont ils exploiteront la renommée en se faisant connaître dans les milieux de l’opéra sous le nom de Trèves (au lieu du nom de famille de leur père Scalatelli).
Ada (1874–?) fait ses débuts de soprano dans le rôle de Micaëla dans Carmen au théâtre San Carlos de Lisbonne en 1898 et se produit ensuite principalement dans les théâtres provinciaux italiens. Gino (1876–1943) s’est souvent vu offrir des seconds rôles et a travaillé comme ténor d’opéra léger ou ténor comique dans différents  théâtres en Italie et à l’étranger, après ses débuts dans Hérodiade de J. Massenet au Gran Teatro La Fenice en 1910. Il fut également un aquarelliste paysagiste prolifique qui signait Gino Scalatelli.

## Répertoire

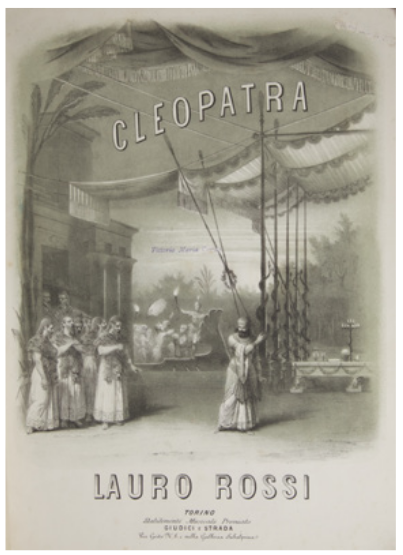
Cleopatra de Lauro Rossi (Turin, 1876). Ebe Trèves y interprète le rôle d'Ottavia.

Elle sait s’adapter aux rôles qui lui sont confiés. Elle alterne les rôles de contralto — Maddalena, dans Rigoletto, de Verdi ; Casilda, dans Ruy Blas de Marchetti ; Ulrica, dans Un bal masqué de Verdi ; Rosina, dans Le Barbier de Séville de Rossini ; Azucena, dans Le Trouvère de Verdi — et de mezzo-soprano : Amneris, dans Aïda de G. Verdi ; Octavie, dans Cléopâtre de Bonamici et dans Cléopâtre de Rossi ; Léonor de Guzmán, dans La Favorite de Donizetti ; La Signora di Monza, dans I Promessi Sposi de Ponchielli ; Climene, dans Saffo de Pacini ; Carmen et dans Carmen de Bizet.
En certaines occasions, on lui attribue également deux rôles en même temps : Marta et Pantalis, dans Mefistofele de Boito ; la Cieca et Laura Adorno, dans La Gioconda de Ponchielli. Sa voix chaude et grave lui permet de couvrir également plusieurs rôles de travestis : Frédérick,,, dans Mignon d’A. Thomas ; le page Urbain, dans Les Huguenots de Meyerbeer ; Maffio Orsini, dans Lucrezia Borgia et Pierotto, dans Linda di Chamounix de Donizetti ; Siébel, dans Faust de Gounod ; Khaled, dans Le Roi de Lahore de J. Massenet ; Roméo dans Juliette et Roméo de N. Vaccaj ; Tremacoldo et dans Marco Visconti d'Errico Petrella.
Son répertoire comprend aussi : Doristella, dans Griselda o la Marchesa di Saluzzo de M.O. Scarano ; Lakmé de Delibes ; Poliuto de Donizetti ; Roméo et Juliette de Gounod ; La force du destin de Verdi ; Lucia de Lammermoor de Donizetti ; La somnambule de V. Bellini ; Dinorah ou Le Pardon de Ploërmel de Meyerbeer et Sémiramis de Rossini.
Contemporaine de Verdi, Massenet et Puccini, Ebe rencontre Felipe A. Pedrell, qui lui a dédié une partition tirée de l'opéra en quatre actes, inspiré de la nouvelle Les Aventures du dernier Abencerage de Chateaubriand, et intitulé L'ultimo Abenzerraggio.
Elle est toujours prête à jouer différents rôles, à remplacer ses propres collègues indisposées, parfois sans avoir la chance de répéter ; pour travailler, elle ne dédaigne même pas d’accepter de chanter dans des rôles plus légers, dans des opérettes, opéra-bouffe et opéra-comique (elle était Serpolette, dans Les Cloches de Corneville de R. Planquette ; Menegilda, dans La Gran Vía de F. Chueca et J. Valverde ; Fatinitza de Franz von Suppé ; Le Jour et la Nuit de Lecocq ; Fra Diavolo ou l’Hôtellerie de Terracine d'Auber ; Martha, ou Le Marché à Richmond de Flotow.
Quand Ebe Trèves renonce à la scène, elle devient professeur de chant.

## Réception

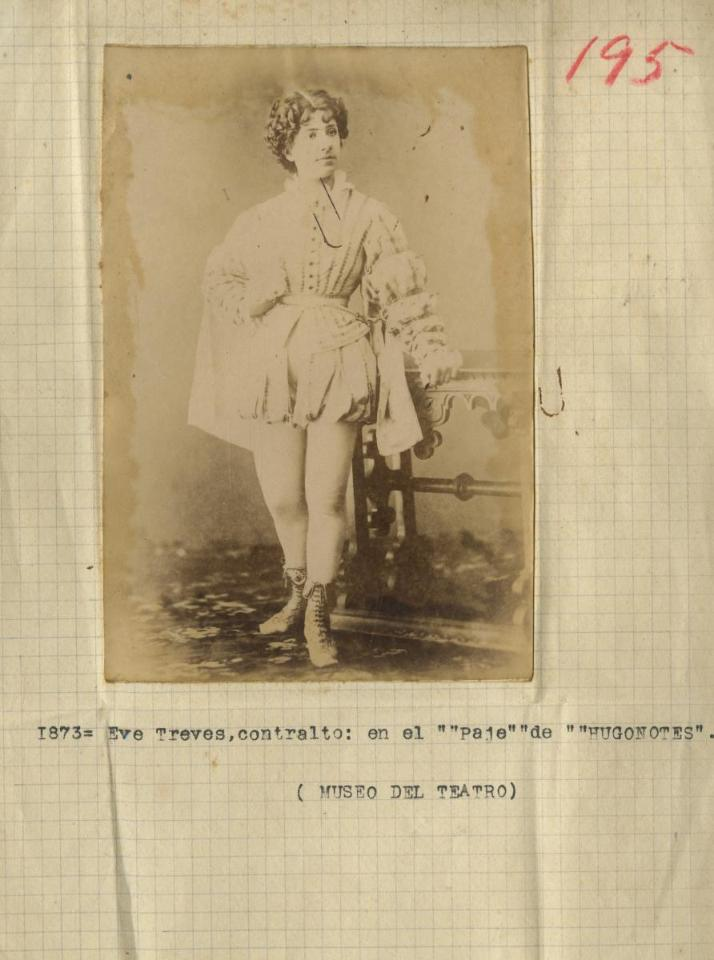
Ebe Trèves déguisée en page Urbain, dans Les Huguenots (1873).

Les représentations de l'artiste font l'objet de critiques particulièrement favorables :

« Turin — Théâtre Regio — Aida, l'œuvre admirable du maestro Verdi est en croissante faveur. L'ouvrage est magnifique aussi est-il applaudi frénétiquement ainsi que les interprètes. 
[…]
Mlle Trèves Ebe, Frederick, joue avec beaucoup de naturel et de franchise le rôle d'amant incompris, et bien que ce rôle soit secondaire, elle sait se faire remarquer. En somme, Mignon est fort bien exécuté : nos félicitations au directeur, M. Daniele Barioli ».

« Mlle Trèves prononce admirablement ; le spectateur ne perd pas un mot, rien n'est dans l'ombre. Elle atteint ainsi au plus haut degré la sympathie du public qui aime le soin des détails. C'est du reste le seul moyen pour qu'un rôle soit pris au sérieux. Les applaudissements ne lui ont pas manqué, elle a tenu ses auditeurs sous le charme toute la soirée. Sa voix est pure, bien timbrée et conduite avec un goût et un art parfaits. »

— Le Journal de Nice, 9 février 1872

« […] Mme Trèves, dont la voix fraîche et puissante devient, dans les notes basses, d'une ampleur extraordinaire […] Mme Trèves possède ces qualités qui ne s'acquièrent pas, venant de la nature, et qui font les grands artistes. »

— Le Phare du Littoral, 9 décembre 1872
| « La señora Treves, conocida ya de nuestro público, cantó con exquisito sentimiento y notable expresion su ária del tercer acto, venciendo con gran arte las muchas dificultades de que está erizada tan conmovedora página musical. La voz de la señora Treves es de contralto, lo cual no fué obstáculo para que dominara con buen éxito los pasajes agudos que se hallan fuera de la tesitura de su órgano vocal. Además, representó con suma verdad el personaje de la protagonista, al que supe comunicar todo el calor y vida de que se halla impregnado. La señora Treves es una artista do corazón, que sabe sentir, que frasea con singular maestría, que dice con verdadera intención dramática, y que por añadidura posee una bellísima figura y un rostro hermoso y extraordinariamente expresivo. En el dúo del cuarto acto tradujo con buena entonación y excelentes gradaciones de voz el sentimiento que resplandece en dicha pieza, y conquistó nutridos aplausos en unión de su compañero el tenor señor Rubis. » — El Globo, 9 septembre 1884. |  |  | « Mme Treves, artiste déjà connue de notre public, a chanté avec un sentiment exquis et une expression remarquable l'aria du troisième acte, en surmontant avec beaucoup d'art les nombreuses difficultés qui sont autant de pages musicales émouvantes. La voix de Mme Treves est de contralto, ce qui ne lui a pas empêchée de dominer avec succès les passages aigus qui sont en dehors de la tessiture de son organe vocal. De plus, elle a représenté avec la plus grande vérité le caractère de la protagoniste, à qui elle a su communiquer toute la chaleur et la vie qui en est imprégnée. Mme Treves est une artiste de cœur, qui sait ressentir, qui exprime avec une maîtrise singulière, qui dit avec une véritable intention dramatique, et qui possède également une belle silhouette et un beau visage extraordinairement expressif. Dans le duo du quatrième acte, elle a traduit avec une bonne intonation et d'excellentes gradations de voix le sentiment qui brille dans cette pièce et, avec son partenaire le ténor M. Rubis, a conquis des applaudissements sans fin. » |
| « La señora Treves tiene lo que muchos artistas no logran conquistar en una serie de años de trabajo: las simpatías del público. En la escena es elegante, graciosa, discretísima; y en la conversación particular habla el idioma castellano lo suficiente para dar á comprender el apego que siente hacia la tierra española. De allí resulta que tiene infinidad de amigos: todo el mundo la saluda en su palco cuando no trabaja […] y su camarino durante las noches en que ella toma parte en la función, no está nunca vacio. » — Diario Oficial des Avisos de Madrid, 18 septembre 1886. |  |  | « Mme Treves possède ce que beaucoup d'artistes ne parviennent pas à conquérir après de nombreuses années de travail : la sympathie du public. Sur la scène, elle est élégante, gracieuse, très discrète et dans la conversation privée, elle parle suffisamment l'espagnol pour bien exprimer l'attachement qu'elle ressent envers la terre d’Espagne. De là il résulte qu’elle a une infinité d'amis : tout le monde la salue dans sa loge quand elle ne travaille pas […] et, les soirs où elle se produit, sa loge n'est jamais vide après les spectacles. » |

« Gènes. – Polileamà. La Ire du Trouvère n'a pas eu de succès. Le ténor était complètement incapable d'interpréter un rôle de cette importance. Mme Ebe-Trèves, Azucena a été très acclamée et très applaudie aux morceaux les plus saillants de la partition. Mlle Trèves est non seulement une chanteuse de talent, mais encore une comédienne accomplie qui donne à ses personnages le cachet rêvé par l'auteur.
La 3e représentation de cet opéra nous a fait entendre un nouveau ténor M. Karrner (polonais d'origine) doué d'une voix splendide… Fontani ».

## Lieux d'activité

### Italie
- Teatro Sociale à Trévise
- à Venise :  
  - Gran Teatro La Fenice
  - Teatro Goldoni (anciennement Teatro Apollo)
- Teatro Orfeo à Adria
- Teatro Comunale à Forlì
- Salone del Real Collegio à Lucques
- Teatro del Giglio à Lucques
- à Milan :  
  - Teatro Castelli
  - Ridotto del Teatro alla Scala
  - Teatro Dal Verme
- Real Teatro Bellini à Palerme
- Teatro Regio à Turin
- Teatro Marrucino à Chieti
- Teatro San Carlo à Naples
- Teatro Nuovo à Naples
- Politeama Rossetti à Trieste
- Teatro Regina Margherita à Caltanissetta
- Teatro Aliprandi à Modène
- Teatro Principe Amedeo à Sanremo
- Teatro Pagliano à Florence
- Teatro Comunale à Alexandrie
- Teatro Margherita à Gênes
- Teatro Goldoni à Livourne
- Teatro Coccia à Novare

### France
- Théâtre Italien de Nice
- Théâtre Municipal de Nice

### Espagne
- à Barcelone :  
  - Gran Teatro del Liceu[75]
  - Teatro Español
  - Teatro Principal
- Teatro Principal de La Corogne
- Nuevo Teatro Arriaga de Bilbao
- Teatro Principal de Saragosse[76]
- Teatro Circo de Saint-Sébastien
- Teatro Principal de Gérone
- Teatro Fortuny de Reus, Tarragone[77]
- à Madrid
  - Teatro Circo Price
  - Teatro Alhambra
  - Teatro Real[78]
  - Teatro del Princípe Alfonso
  - Teatro de la Princesa
  - Jardines del Buen Retiro
- Teatro Principal de Valence
- Teatro Principal de Palma de Majorque
- Teatro Principal de Grenade
- Teatro de San Fernando de Séville
- Teatro Principal de Cadix
- Gran Teatro de Cordoue
- Teatro Cervantes de Malaga
- Teatro López de Ayala de Badajoz
- Teatro Municipal Ayuntamiento d'Écija

Ainsi qu’à Saint-Jacques de Compostele, Valladolid et Gibraltar.

### Portugal
- Colisée des Recreios, Real Coliseu et Teatro da Avenida à Lisbonne
- Teatro Nacional São João à Porto.